# Underground (film)
Underground – jugosłowiański komediodramat z 1995 roku w reżyserii Emira Kusturicy, na podstawie powieści Dušana Kovačevicia.
Choć film jest w przeważającej części serbskojęzyczny, tytuł filmu jest w języku angielskim. W Jugosławii film był wyświetlany pod tytułem Podzemlje, będącym tłumaczeniem oryginalnego tytułu.

## Nagrody
- 1996: (nominacja) Czeski Lew najlepszy film
- 1996: Emir Kusturica (nominacja) César najlepszy film zagraniczny
- 1995: Emir Kusturica – Złota Palma na Festiwalu Filmowym w Cannes
- 1995: Vilko Filač (nominacja) Camerimage

## Opis fabuły
Niemieckie naloty na Belgrad w 1941 roku zbiegają się z rozpoczęciem rewolty „towarzysza” Marko (Miki Manojlović). Wykorzystując wojenny rozgardiasz towarzyszący klęsce, Marko wciąga swego naiwnego i zapalczywego przyjaciela Czarnego (Lazar Ristovski) w handel bronią, przemyt złota i powstańczą walkę przeciw Niemcom. Marko umieszcza w piwnicy grupę uchodźców, których zachęca do produkcji broni i innych artykułów, a które sprzedaje z ogromnym zyskiem na czarnym rynku. Mimo zakończenia wojny Marko utrzymuje mieszkańców piwnicy w przekonaniu o trwającej wciąż niemieckiej okupacji. Trwa to przez dwadzieścia lat. Więźniowie podziemi harują dzień i noc, tymczasem nad ich głowami Jugosławia ulega kolejnej iluzji – kultowi Tito.
Podziemny teatr cieni upada w 1961 roku podczas wesela; pijana kochanka Marko Natalija (Mirjana Joković) wyznaje jego zdradę Czarnemu. Trzydzieści lat później w 1991 roku Czarny dowodzi jednostką komandosów, która uczestniczy w najbardziej krwawych operacjach wojny domowej. Niewyobrażalne okrucieństwa, gwałty i zbrodnie doprowadzają go do szaleństwa – powraca on do opuszczonej przed trzydziestu laty piwnicy.